# 蘇戈馬克湖
55°42′00″N 60°29′00″E / 55.7°N 60.4833°E

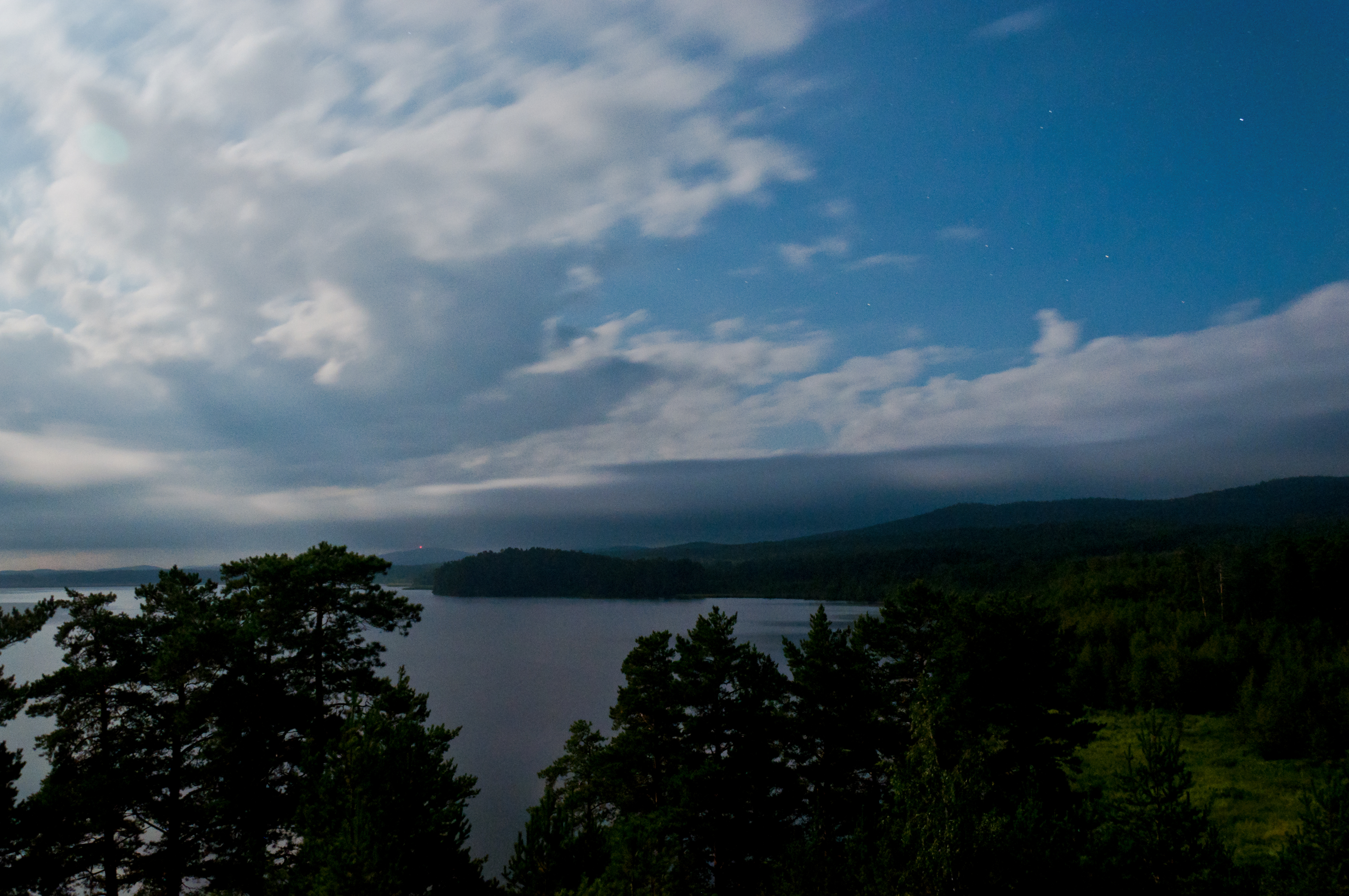

蘇戈馬克湖（俄语：Сугомак）是一座俄羅斯的湖泊，位於該國西南部車里雅賓斯克州，面積3.72平方公里，海拔高度258米，湖岸線長度15公里，該湖泊平均水深3米。